# Дарбинел (Арканзас)
Дарбинел (енгл. Dardanelle) град је у америчкој савезној држави Арканзас.

## Демографија
По попису из 2010. године број становника је 4.745, што је 517 (12,2%) становника више него 2000. године.
| Група             | 2000.         | 2010.         |
| Белци             | 3.031 (71,7%) | 2.746 (57,9%) |
| Афроамериканци    | 196 (4,6%)    | 175 (3,7%)    |
| Азијати           | 18 (0,4%)     | 28 (0,6%)     |
| Хиспаноамериканци | 908 (21,5%)   | 1.715 (36,1%) |
| Укупно            | 4.228         | 4.745         |